# 田中有紀
田中有紀（日语：／ Tanaka Yuki，1998年6月26日—），是日本的女性聲優，Style Cube所屬，唱片公司為Lantis。東京都出身，身高163厘米，血型为B型。

## 履歷
由於喜歡動畫，自幼便喜歡演藝以及歌唱，因此在考慮將來的進路時想到「既然動畫、歌唱、演藝都喜歡的話，那就當聲優吧！（アニメも歌も演技も好きなら、声優さんになろう！）」，但不獲家人支持。2016年參與了「你的聲音·試音會」獲合格，並與另外五名合格者組成聲優組合NOW ON AIR，於翌年2017年參演動畫電影《想要傳達你的聲音》，就此出道。
2018年參與RPG遊戲《ARCA·LAST 終焉世界與歌姬的果實》衍生歌姬組合試音會獲合格，並與另外六名合格者組成聲優組合Kleissis，該組合於2018年7月正式出道。
2021年7月2日，所屬聲優組合NOW ON AIR宣佈活動休止。
2023年5月31日，宣佈從Office PAC退所。同年6月1日宣佈成為Hirata Office所屬。
2024年6月26日生日當天，於個人平台X上宣佈歌手出道，唱片公司為Lantis。
2024年10月2日，發行首張專輯《Crier》，以個人歌手身份出道。
2025年1月11日，舉辦首個個人演唱會「YUKI TANAKA 1st Live： Crier」
2025年4月1日，宣佈從Hirata Office退所，成為Style Cube所屬。
2025年5月21日，發行首張單曲《Treasure Chest》

## 人物
- 暱稱是「ゆっきー」。

- 愛好是卡拉OK、畫畫、看恐怖電影。
- 特長是單板滑雪。
- 很喜歡宇宙，尤其喜歡黑洞。
- 小時候開始已經喜歡動漫畫，其中最喜歡為《犬夜叉》。
- 小學時期有5、6年住在京都，所以會說一點關西腔。
- 個人認為魅力點為眉毛，因為曾經被化妝師稱讚過，以及嘴角微微向上。

## 演出作品
※粗體字為主要角色。

### 電視動畫
2018年
- 牙狼〈GARO〉-VANISHING LINE-（莫妮卡）
- OVERLORDⅡ（女僕）
- 蜘蛛俠

2019年
- 強風吹拂（女學生）
- 神田川JET GIRLS（葦田珠珠）
- （少女）

2020年
- 啄木鳥偵探所（女）

2021年
- 這個美妙的世界 The Animation（美奈）
- 鍵等（觀眾）

2022年
- 徹夜之歌（女學生A）
- VAZZROCK THE ANIMATION（幼年的榮太）

2023年
- 永久少年 Eternal Boys（男孩子、小孩、粉絲）

2024年
- 最強肉盾的迷宮攻略～擁有稀少技能體力9999的肉盾，被勇者隊伍辭退了～（莎拉、小孩B、冒險者A、露菲婭）
- 夜晚的水母不會游泳（沙織）
- 格鬥實況（店員）
- 恰如細語般的戀歌（幼稚園兒）
- 關於我轉生變成史萊姆這檔事 第3期（達姆拉德的部下）
- 偶像大師 閃耀色彩 2nd season（芹澤朝日）
- 轉生貴族憑鑑定技能扭轉人生（セレナ・バンドル）
- 一兆＄遊戲（高橋凜凜）
- 噗妮露是可愛史萊姆（笹井）

2025年
- 妖怪學校的菜鳥老師！（秦中荊棘）
- 離開A級隊伍的我，和從前的弟子往迷宮深處邁進（ニーベルン）

### 劇場動畫
2017年
- 想要傳達你的聲音（日语：きみの声をとどけたい）（龍之口楓）

2025年
- 一百公尺。—100M—（椎名[10]）

### 遊戲
2017年
- 最終幻想紛爭：全集（メネジン）

2018年
- FOX -屠異之火-（イザベル）

2019年
- 王國之心III
- ARCA·LAST 終焉世界與歌姬的果實（茜霞）
- 偶像大師 閃耀色彩（芹澤朝日）
- 問答RPG 魔法使與黑貓維茲（サキ）
- 怪物彈珠（ルーチー）

2021年
- 永遠的7日β（
- 偶像大師 POPLINKS（芹澤朝日）
- 怪物獵人物語2 毀滅之翼（主人公）
- 復甦的魔女（艾拉）

2022年
- 碧藍航線（呂佐夫）
- 霧境序列（蔻蔻）

2023年
- 偶像大師 閃耀色彩 Song for Prism（芹澤朝日）
- Final Fantasy VII：永恆危機（露媞雅·琳）
- 緋色迴響（艾露斯）
- 碧藍幻想（幽世の繭）

2024年
- 克蘇魯神話 ADV 咒禍之島（南津凪ホタル）

2025年
- 鈴蘭之劍：為這和平的世界（妮蒂婭）
- 輪迴 GiLGuL（水浦楓）
- 怪物彈珠（大克朗契）

## 音樂唱片

### 單曲
| 枚  | 發售日        | 標題           | Oricon最高位 |
| --- | ------------- | -------------- | ------------ |
| 1st | 2025年5月21日 | Treasure Chest | 39位         |

### 專輯
| 枚  | 發售日        | 標題  | Oricon最高位 |
| --- | ------------- | ----- | ------------ |
| 1st | 2024年10月2日 | Crier | 36位         |

### 商業搭配
| 樂曲           | 商業搭配                                                   |
| 2024年         | 2024年                                                     |
| -------------- | ---------------------------------------------------------- |
| 未来スケッチ   | 與サンスター文具的合作活動                                 |
| Familiar       | TV動畫《轉生貴族靠着鑑定技能一飛沖天 第2期》ED             |
| 2025年         |                                                            |
| Treasure Chest | TV動畫《離開A級隊伍的我，和從前的弟子往迷宮深處邁進》1期ED |
| MIRROR         | TV動畫《離開A級隊伍的我，和從前的弟子往迷宮深處邁進》2期ED |
| Tapestry       | TV動畫《離開A級隊伍的我，和從前的弟子往迷宮深處邁進》3期ED |

### 角色歌曲
| 發售日期 | 商品名稱                                     | 演唱             | 樂曲                         | 備註                                                 |
| 2018年   | 2018年                                       | 2018年           | 2018年                       | 2018年                                               |
| -------- | -------------------------------------------- | ---------------- | ---------------------------- | ---------------------------------------------------- |
| 8月22日  | Kleissis Chaos                               | Kleissis         | 《Kleissis Chaos》           | RPG遊戲《ARCA·LAST 終焉世界與歌姬的果實》關聯樂曲    |
| 8月22日  | Kleissis Chaos                               | Kleissis         | 《》                         | RPG遊戲《ARCA·LAST 終焉世界與歌姬的果實》關聯樂曲    |
| 8月22日  | Kleissis Chaos A Ver.                        | 茜霞（田中有纪） | 《Kleissis Chaos (田中有紀ソロバージョン)》        | RPG遊戲《ARCA·LAST 終焉世界與歌姬的果實》關聯樂曲    |
| 8月22日  | Kleissis Chaos A Ver.                        | 茜霞（田中有纪） | 《 ()》                      | RPG遊戲《ARCA·LAST 終焉世界與歌姬的果實》關聯樂曲    |
| 10月31日 | Another Sky Resonance                        | Kleissis         | 《Another Sky Resonance》    | RPG遊戲《ARCA·LAST 終焉世界與歌姬的果實》關聯樂曲    |
| 10月31日 | Another Sky Resonance                        | Kleissis         | 《》                         | RPG遊戲《ARCA·LAST 終焉世界與歌姬的果實》關聯樂曲    |
| 10月31日 | Another Sky Resonance A Ver.                 | 茜霞（田中有纪） | 《Another Sky Resonance (田中有紀ソロバージョン)》 | RPG遊戲《ARCA·LAST 終焉世界與歌姬的果實》關聯樂曲    |
| 10月31日 | Another Sky Resonance A Ver.                 | 茜霞（田中有纪） | 《 ()》                      | RPG遊戲《ARCA·LAST 終焉世界與歌姬的果實》關聯樂曲    |
| 2019年   |                                              |                  |                              |                                                      |
| 1月10日  | Divergence                                   | Kleissis         | 《Divergence》               | RPG遊戲《ARCA·LAST 終焉世界與歌姬的果實》關聯樂曲    |
| 4月6日   | Ark of promise                               | Kleissis         | 《Ark of promise》           | RPG遊戲《ARCA·LAST 終焉世界與歌姬的果實》關聯樂曲    |
| 4月6日   | 《 》                                        | Kleissis         |                              | RPG遊戲《ARCA·LAST 終焉世界與歌姬的果實》關聯樂曲    |
| 4月10日  | THE IDOLM@STER SHINY COLORS FR@GMENT WING 01 | Shiny Colors     | 《Ambitious Eve》            | 偶像養成&演唱會對戰遊戲《偶像大師 閃耀色彩》關聯樂曲 |
| 4月10日  | THE IDOLM@STER SHINY COLORS FR@GMENT WING 01 | Shiny Colors     | 《 Shiny Days》              | 偶像養成&演唱會對戰遊戲《偶像大師 閃耀色彩》關聯樂曲 |
| 7月20日  | Chiral                                       | Kleissis         | 《Chiral》                   | RPG遊戲《ARCA·LAST 終焉世界與歌姬的果實》關聯樂曲    |
| 7月30日  | Into the Abyss                               | Kleissis         | 《Into the Abyss》           | RPG遊戲《ARCA·LAST 終焉世界與歌姬的果實》關聯樂曲    |
| 9月11日  | THE IDOLM@STER SHINY COLORS FR@GMENT WING 06 | Straylight       | 《Wandering Dream Chaser》   | 偶像養成&演唱會對戰遊戲《偶像大師 閃耀色彩》關聯樂曲 |
| 9月11日  | THE IDOLM@STER SHINY COLORS FR@GMENT WING 06 | Straylight       | 《Transcending The World》   | 偶像養成&演唱會對戰遊戲《偶像大師 閃耀色彩》關聯樂曲 |
| 9月11日  | THE IDOLM@STER SHINY COLORS FR@GMENT WING 06 | Straylight       | 《Ambitious Eve（ Ver.）》   | 偶像養成&演唱會對戰遊戲《偶像大師 閃耀色彩》關聯樂曲 |

## 演唱會、活動

### 個人活動
| 出演日        | 標題                           | 會場                             |
| ------------- | ------------------------------ | -------------------------------- |
| 2024年6月23日 | 田中有紀バースデーパーティ2024 | 歌舞伎座タワー12F セミナールーム |
| 2025年6月22日 | 田中有紀バースデーパーティ2025 | 高田馬場 BSホール                |

### 演唱會
| 出演日        | 標題                                | 會場                   |
| ------------- | ----------------------------------- | ---------------------- |
| 2025年1月11日 | YUKI TANAKA 1st Live： Crier        | ヒューリックホール東京 |
| 2026年1月12日 | YUKI TANAKA 2nd Live: JUMPIN' PARTY | EX THEATER ROPPONGI    |

### 聯合演唱會
| 出演日                  | 標題                                      | 會場                            | 備註         |
| ----------------------- | ----------------------------------------- | ------------------------------- | ------------ |
| 2024年11月24日          | アニメメメパーティ2024                    | 大阪・club JOULE                |              |
| 2024年11月30日、12月1日 | 北九州ポップカルチャーフェスティバル 2024 | 西日本総合展示場新館            | 11月30日出演 |
| 2025年12月14日、15日    | 京 Premium Live 2024                      | ロームシアター京都 メインホール | 12月15日出演 |
| 2025年2月22日、23日     | リスパレ！LIVE vol.2                      | 心斎橋BIGCAT                    | 2月22日出演  |
| 2025年5月4日            | アニソン＆アキバカルチャーDAY 2皿め       | 肉フェス お台場特設會場         |              |
| 2025年9月13日、14日     | ナガノアニエラフェスタ2025                | 長野縣佐久市「駒場公園」        | 9月13日出演  |

### 组合成员
1. 1 2 3 4  （田中有紀）、（富田美憂）、（山田麻莉奈）、（高橋麻里）、（山根綺）、（元吉有希子）、（金子有希）
2. ↑  櫻木真乃（關根瞳）、風野燈織（近藤玲奈）、八宮繚（峯田茉優）、月岡戀鐘（礒部花凜）、田中摩美美（菅沼千紗）、白瀨咲耶（八卷安奈）、三峰結華（成海瑠奈）、幽谷霧子（結名美月）、小宮果穗（河野日和）、園田智代子（白石晴香）、西城樹里（永井真里子）、杜野凜世（丸岡和佳奈）、有栖川夏葉（涼本秋穗）、大崎甘奈（黑木穗乃香）、大崎甜花（前川涼子）、桑山千雪（芝崎典子）、芹澤朝日（田中有紀）、黛冬優子（幸村惠理）、和泉愛依（北原沙彌香）
3. ↑  芹澤朝日（田中有紀）、黛冬優子（幸村惠理）、和泉愛依（北原沙彌香）

## 外部連結
- 田中有紀的X（前Twitter）（日語）
- 田中有紀｜Office PAC （页面存档备份，存于）